# جاك ألين (لاعب كرة قاعدة)
جاك ألين (بالإنجليزية: Jack Allen) هو لاعب كرة قاعدة أمريكي، ولد في 2 أكتوبر 1855 في وودستوك في الولايات المتحدة، وتوفي في 21 أبريل 1915 في جيرارد في الولايات المتحدة.

## وصلات خارجية
- جاك ألين على موقعبيزبول رفرنس.كوم (الدوري الرئيسي) (الإنجليزية)
- جاك ألين على موقعبيزبول رفرنس.كوم (الدوري الثانوي) (الإنجليزية)